# فيزلير ستورش
فيزلير ستورش أو فيزلير في 156 (الإنجليزية: Stork ) كانت طائرة اتصال ألمانية صغيرة بناها فيزلير قبل وأثناء الحرب العالمية الثانية. استمر الإنتاج في بلدان أخرى حتى الخمسينات للسوق الخاصة. لا تزال مشهورة بأدائها الممتاز إقلاع وهبوط قصير وسرعة المناورة المنخفضة 31 ميل في الساعة (50 كم / ساعة)؛  غالبًا ما تظهر النماذج الفرنسية الصنع لاحقًا في العروض الجوية.

## التصميم والتطوير

### الفكرة والإنتاج
في عام 1935، دعت وزارة طيران الرايخ العديد من شركات الطيران لتقديم مقترحات التصميم التي ستنافس على عقد الإنتاج لتصميم طائرة جديدة لسلاح الجو النازي لوفتفافه مناسبة للاتصال والتعاون العسكري (يسمى اليوم التحكم الجوي المتقدم )، و الإخلاء الطبي. أدى هذا إلى تنافس ماسرشميت بي أف 163 وسيبل سي 201 ضد شركة فيزلير . حسب رأي كبير المصممين راينولد ميوز والمدير الفني إريك باتشيم، كان تصميم فيزلير أفضل بكثير في أداء الإقلاع والهبوط (" STOL ").

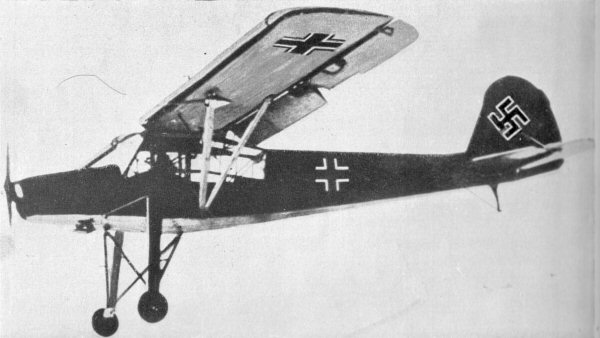
طائرة في 156 في رحلة

### الإنتاج الألماني
تم إنتاج حوالي 2900 طائرة في 156s، معظمها من Cs، من عام 1937 إلى عام 1945 في مصنع فيزلير في كاسل. في عام 1942، بدأ الإنتاج في مصنع Morane-Saulnier في بوتو في فرنسا. نظرًا للطلب على فيزليركمقاول لبناء مسرشميت بي اف 109 وفوك وولف فو 190، تم تحويل إنتاج Storch إلى Leichtbau Budweis في بوديوفيتسه في عام 1943.

### الإنتاج التشيكي
في عام 1944 تم نقل الإنتاج من LEICHTBAU بودفيس إلى مصنع مراز في كوكسين التي أنتجت 138 156 في، المعين محليا باسم «K-65 وكاب». انتهى الإنتاج في عام 1949.

### ملخص الإنتاج
الإنتاج لكل مصنع والنوع حتى 31 مارس 1945:
| اكتب   | فيزل | موران سولنييه | مراز | Leichtbau | مجموع |
| ------ | ---- | ------------- | ---- | --------- | ----- |
| أ -0   | 10   |               |      |           | 10    |
| ب -0   | 14   |               |      |           | 14    |
| ب -1   | 36   |               |      |           | 36    |
| ج -1   | 286  |               |      |           | 286   |
| سي - 2 | 239  |               |      |           | 239   |
| سي -3  | 1230 | 525           |      |           | 1,755 |
| سي - 7 |      | 259           | 32   | 63        | 354   |
| دي -1  | 117  |               |      |           | 117   |
| دي -2  |      |               | 46   | 10        | 56    |
| مجموع  | 1908 | 784           | 78   | 73        | 2,867 |

## المشغلون
بلغاريا
القوات الجوية البلغارية
 كمبوديا
الطيران الخمير الملكي - AVRK (ما بعد الحرب) والقوات الجوية الخمير (KAF)
 كرواتيا
القوات الجوية لدولة كرواتيا المستقلة
 تشيكوسلوفاكيا
- القوات الجوية التشيكوسلوفاكية (ما بعد الحرب)
- طيران الشرطة ( cs ) (بعد الحرب)

 مصر
القوات الجوية المصرية
 فنلندا
القوات الجوية الفنلندية
 فرنسا
- القوات الجوية الفرنسية (بعد الحرب)
- البحرية الفرنسية (بعد الحرب)
- الجيش الفرنسي (بعد الحرب)

 ألمانيا
لوفتفافه
 المملكة المتحدة
القوات الجوية الملكية
 اليونان
القوات الجوية اليونانية (بعد الحرب)
 المجر
القوات الجوية الملكية المجرية
 إيطاليا
ريجيا ايرونوتيكا
 لاوس
القوات الجوية الملكية لاو (ما بعد الحرب)
 المغرب
- القوات الجوية الملكية المغربية (ما بعد الحرب)

 النرويج
القوات الجوية الملكية النرويجية (ما بعد الحرب)
 بولندا

- القوات الجوية البولندية (بعد الحرب)
- البحرية البولندية (بعد الحرب)

 رومانيا
- القوات الجوية الملكية الرومانية
- القوات الجوية الرومانية (بعد الحرب)

 سلوفاكيا
سلاح الجو السلوفاكي (1939-1945)
 فيتنام الجنوبية
جمهورية فيتنام (سلاح الجو) (بعد الحرب) 
 الاتحاد السوفيتي
القوات الجوية السوفيتية
 إسبانيا
القوات الجوية الإسبانية
 السويد
القوات الجوية السويدية
 سويسرا
القوات الجوية السويسرية
 مملكة يوغوسلافيا
القوات الجوية الملكية اليوغسلافية
 يوغوسلافيا
القوات الجوية اليوغسلافية SFR

### الأرجنتين

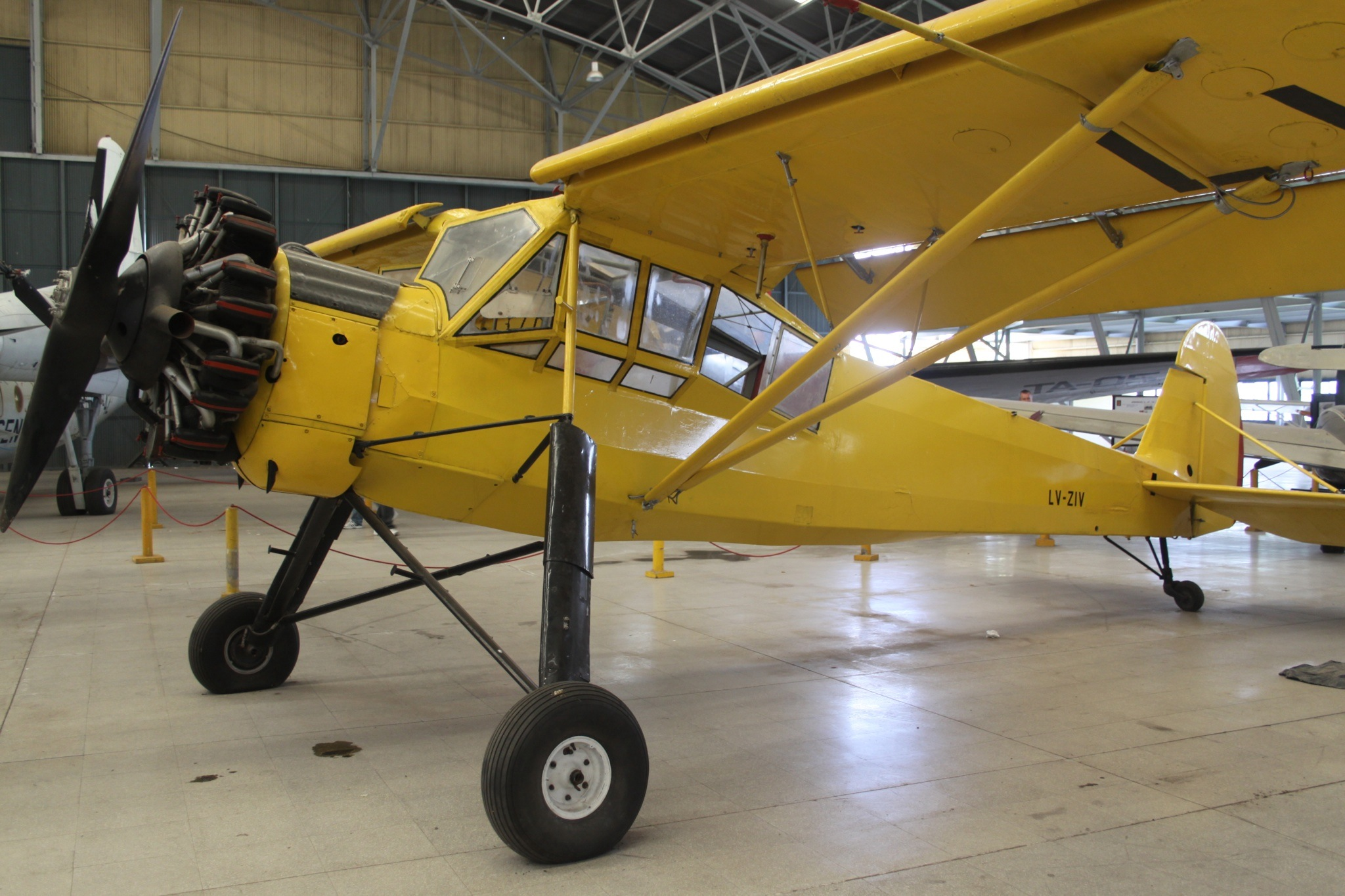

### النمسا

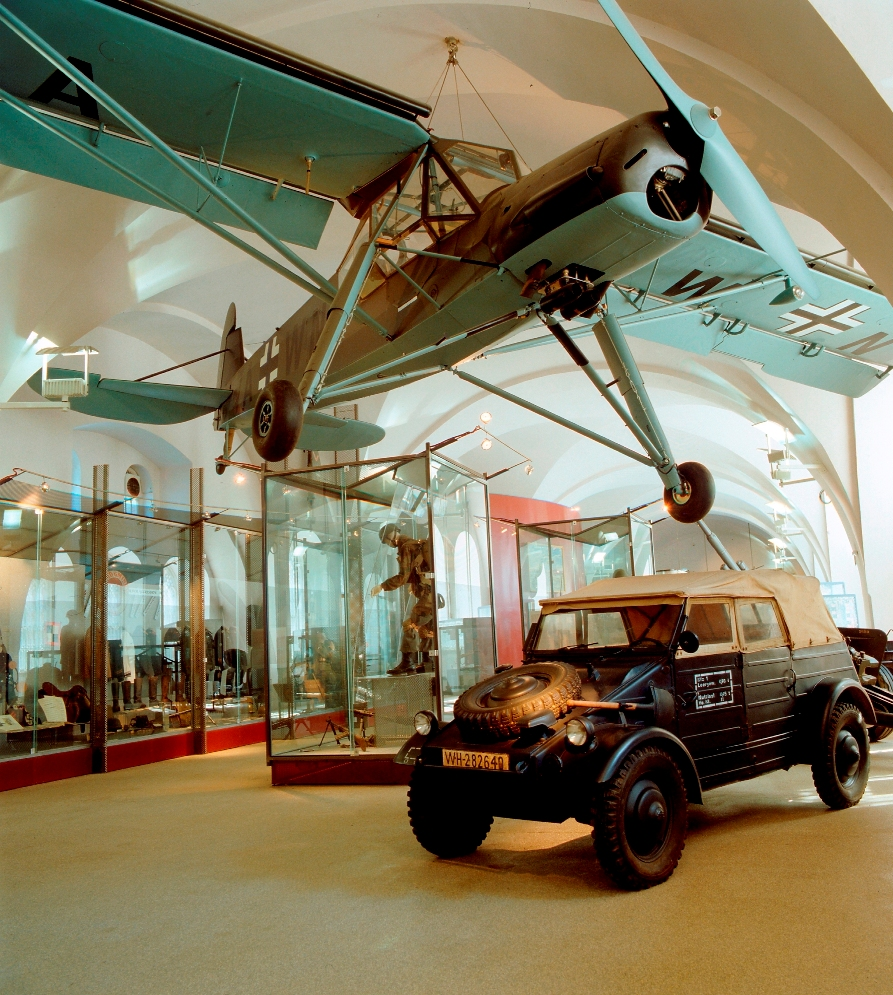
Fi 156 في متحف التاريخ العسكري، فيينا، النمسا.